# Ласло Дайка
Ласло Дайка (угор. László Dajka, нар. 29 квітня 1959, Ньїредьгаза) — угорський футболіст, що грав на позиції півзахисника. По завершенні ігрової кар'єри — тренер. З 2020 року входить до тренерського штабу клубу «Гонвед».
Виступав, зокрема, за клуби «Гонвед» та «Лас-Пальмас», а також національну збірну Угорщини, у складі якої був учасником чемпіонату світу 1986 року.

## Клубна кар'єра
Народився 29 квітня 1959 року в місті Ньїредьгаза. Вихованець юнацьких команд футбольних клубів «Кішварда» та «Гонвед».
У дорослому футболі дебютував 1978 року виступами за команду «Гонвед», в якій провів дев'ять сезонів, взявши участь у 231 матчі чемпіонату. Більшість часу, проведеного у складі «Гонведа», був основним гравцем команди і виграв з командою чотири чемпіонати Угорщини та один національний кубок.
Своєю грою за цю команду привернув увагу представників тренерського штабу клубу «Лас-Пальмас», до складу якого приєднався восени 1987 року. 17 жовтня він дебютував у Прімері в домашньому матчі проти «Реала Сарагоса» (2:1) і всього до кінця сезону 1987/88 забив 5 голів у 27 іграх чемпіонату, втім команда посіла 20 місце і вилетіла до Сегунди, де угорець провів ще два роки. Загалом за клуб з міста Лас-Пальмас-де-Ґран-Канарія Дайка провів три сезони своєї ігрової кар'єри, зігравши 87 матчів в усіх турнірах, забивши 14 голів.
Протягом 1990—1992 років захищав кольори швейцарського клубу «Івердон Спорт», а завершив ігрову кар'єру на батьківщині у команді третього дивізіону «Кечкемет», де був граючим тренером.

## Виступи за збірні
24 вересня 1980 року дебютував в офіційних матчах у складі національної збірної Угорщини у товариській грі проти Іспанії (2:2).
У складі збірної був учасником чемпіонату світу 1986 року у Мексиці, на якому зіграв у всіх трьох матчах, але його команда не вийшла з групи.
Загалом протягом кар'єри у національній команді, яка тривала 9 років, провів у її формі 24 матчі.

## Кар'єра тренера
Розпочав тренерську кар'єру відразу ж по завершенні кар'єри гравця, 1993 року, увійшовши до тренерського штабу клубу БВСК, де пропрацював з 1993 по 1994 рік, після чого очолював нижчоліговий клуб «Кечкемет».
Його першою серйозною тренерською роботою стала команда БВСК, якою він керував у 34 матчах і вивів до фіналу Кубка Угорщини в сезоні 1996/97 років. Після цього він став тренером клубу «Ельоре». Влітку 1998 року перейшов до «Галадаша», але вже у вересні покинув команду за взаємною домовленістю і повернувся до «Ельоре». Зі цією командою він став чемпіоном другого дивізіону в 2001 році, але замість роботи у вищому дивізіоні влітку 2001 року він підписав контракт з тоді друголіговим клубом «Бекешчаба 1912».
З вересня 2001 року новим головним тренером збірної Угорщини став Імре Геллеї, який запросив Ласло до себе на посаду помічника. На цій посаді Дайка перебував до 2003 року, паралельно тренуючи «Дебрецен» та «Ельоре». У грудні 2003 року Дайка очолив «Шопрон», де пропрацював до листопада 2004 року, а потім знову повернувся до «Бекешчаби». Втім тут Ласло пропрацював лише 4 матчі. 
З липня по грудень 2005 року працював у клубі «Залаеґерсеґ». Потім він став тренером клубу третього дивізіону «Дабаш», а 2008 року новий головний тренер «Татабаньї» Октавіо Самбрано запросив Дайку своїм помічником. 
Влітку 2009 року він став головним тренером клубу третього дивізіону «Шорокшар», з якого пішов у травні 2010 року через невдалі результати і в період з 2010 по 2012 роки тренував юнацьку команду U-18 «Академії Пушкаша». 
З 2012 року він знову був головним тренером «Бекешчаби», звідки пішов у квітні 2013 року. 
У вересні 2014 року у одному  матчі був в.о. головного тренера молодіжної збірної Угорщини, а надалі тренував клуби «Будафок МТЕ», «Дабаш» та «Ньїредьгаза»
З 2018 року працював у «Кішварді» головним тренером та спортивним директором, а 2020 року став спортивним директором «Гонведа».

## Титули і досягнення
- Чемпіон Угорщини (4):

«Гонвед»: 1979/80, 1983/84, 1984/85, 1985/86
- Володар Кубка Угорщини (1):

«Гонвед»: 1984/85